# Домофон
 Домофо́н — устройство селекторной связи, с помощью которого можно вызвать от входной двери многоквартирного дома какую-либо квартиру; для других зданий: вызвать от внешнего входа внутреннее помещение. Видеодомофон — домофон, оснащенный видеокамерой. Позволяет видеть посетителя и разговаривать с ним до открытия ему входной двери. Слово домофон вошло в русский язык в 1980-е годы. В это же время в язык вошло словосочетание переговорно-запорное устройство или ПЗУ, обозначающее устройство для вызова квартиры от входной двери и отпирания двери по сигналу из квартиры. Селекторная связь является видом изибрательной телефонной связи, позволяющей устанавливать как двухсторонние, так и многосторонние соединения. Переговорные устройства применяются для телефонной связи, позволяющей устанавливать двухсторонние соединия с переключениями между разными абонентами. В рамках стандартизации в России используют термин система домофонной связи, которая относится к системам электросвязи зданий и сооружений.
Домофон может быть дополнен системой ограничения доступа: оборудован автоматически запирающими устройствами (АЗУ) электромеханического или электронного типа.
Наиболее сложные по оснащению домофоны служат для обеспечения безопасности проживающих граждан и сохранности их имущества и устанавливаются на подъезды многоквартирных домов. Современные многоквартирные домофоны оснащены следующими устройствами и функциями:
1. Аудио- и видеосвязь вызывного блока на подъезде с переговорным устройством в квартире.
2. Подключение АЗУ к входной двери.
3. Постановка систем охранной и пожарной сигнализаций с выводом на пульт МВД или МЧС.
4. Экстренный вызов с переговорного устройства службы 112.
5. Обеспечение связи с вызывной панелью служб 112, МЧС, МВД, Скорой помощи, диспетчерской и т. д.
6. Голосовое информирование от служб МЧС и УК ЖКХ как через вызывную панель, так и через переговорные устройства.
7. Ведение мониторинга с системой распознавания лиц через систему видеонаблюдения в вызывном блоке.

## Виды домофонов

### Малоабонентский домофон
Малоабонентские домофоны для одной квартиры, частного дома, предприятия, небольшого офисного помещения, фирмы… Чаще всего вызывной блок такого домофона имеет ряд кнопок, при нажатии на которые происходит вызов на абонентское устройство - здесь нерационально устанавливать полноценную цифровую клавиатуру, особенно если абонентов меньше 9.

### Многоабонентский домофон
Многоабонентский домофон чаще всего ставится на входных дверях подъездов многоэтажных и многоквартирных домов.
Многоабонентские домофоны подразделяют по принципу адресации на координатно-матричные и цифровые. У координатно-матричных домофонов на каждого абонента на панели вызывного блока приходится по одной кнопке. Ранее были широко распространены координатно-матричные домофоны, сейчас они чаще всего заменяются цифровыми с полноценной цифровой клавиатурой. Кнопки вызывных панелей обязательно подсвечиваются светодиодной подсветкой, чаще всего красного или зеленого цвета, и различимы в тёмное время суток при недостаточном освещении. 
АЗУ чаще всего в виде электромагнитного замка, главным достоинством которого является отказобезопасность - при отключении электроэнергии по той или иной причине, этот замок отпирается, что позволяет жильцам подъезда беспрепятственно заходить в подъезд и выходить из него при отключении электроэнергии и в случае чего обеспечить беспрепятственную эвакуацию из жилого дома, другой тип электрического замка мог бы остаться запертым при отсутствии напряжения. 

### Аудиодомофон
Аудиодомофон (аудиотрубка аналогична обычному телефону и мини-АТС (микрофон, динамик, кнопки) с урезанными функциями, например нельзя позвонить из квартиры в другую квартиру, набрав её номер, возле подъезда телефон с громкой связью без трубки) неудобны тем, что не видно, кто находится за дверью, и разговор не записывается, бывает, что у людей похожие голоса и др., аудиодомофон не могут использовать глухие люди.

### Видеодомофон
Видеодомофоны (аналогичны видеотелефону) оснащены видеокамерой и передают звук и изображение, некоторые модели позволяют автоматически записывать фото, видео и аудио тех, кто нажал кнопки домофона. Есть модели с чёрно-белыми и цветными экранами. Видеодомофоны позволяют индетифицировать человека по внешнему виду, а не только по голосу. Видеодомофон могут использовать и глухие люди, если звонок отображается светом.
В России видеодомофоны и видеонаблюдение устанавливаются для безопасности в школах и детских садах за счёт бюджетных средств.

### IP-видеодомофон
- IP-видеодомофон — передаёт сигнал через интернет, может использовать SIP, Wi-Fi, VoIP-GSM шлюз, сенсорные экраны на Android.

## Основные составные части домофонов
- Вызывная панель (другое название — Блок вызова) — устройство, располагающееся перед входом в помещение, на двери или рядом с ней. С её помощью абонент попадает внутрь помещения, а также выполняет функцию двусторонней аудио- (аудиодомофон) и видеосвязи (видеодомофон) посетителя с абонентом. Обычно изготавливается антивандальной. Может содержать:
  - цифровую клавиатуру для набора номера абонента или набора кода,
  - динамик для речевых сообщений абонента,
  - микрофон для переговоров с абонентом,
  - подсветку клавиатуры,
  - видеокамеру наблюдения со скрытым объективом (Pinhole) или широкоугольным объективом M12 или fish-eye,
  - считыватель контактного ключа или смарт-карты. Вместо вызывной панели домофонная система может содержать: Кодовую панель или Устройство ключевое.
- Коммутатор — коммутирует сигнал на квартиры, переключая сигнал на переговорные устройства в зависимости от набранного номера. Присутствует обычно в многоквартирных домофонах, бывает встроен в вызывную панель, работает по принципу, схожим с АТС. С его помощью посетитель, желающий попасть внутрь, может представиться и сообщить о цели своего визита.
- Абонентское устройство — аппарат, при помощи которого люди, находящиеся внутри, могут спросить, кем является посетитель, а также о цели его визита — если этот человек им незнаком. С помощью кнопки открытия можно открыть замок двери, если на двери установлен электрический замок. На устройстве может располагаться экран, соединённый с камерой наблюдения, через который можно рассмотреть посетителя.
- Запирающее устройство. Современные домофоны обычно обеспечивают связь с электрическим замко́м, хотя замок не является составной частью домофона, а только исполняет команду открытия двери. Возможные варианты замка:
  - Электромеханический замок — представляет собой засов, выдвигаемый с помощью электромагнита или электродвигателя.
  - Электромагнитный замок — электромагнит, удерживающий дверь. В случае отключения электричества замок становится в положение «открыто».
    - Преимущества по сравнению с механическими замками: бо́льшая надёжность и простота изготовления из-за отсутствия движущихся частей. Отказобезопасность - при отключении электроэнергии замок остается открытым, что позволяет в случае чего произвести беспрепятственную эвакуацию из здания.
    - Недостатки: возможность несанкционированно открыть дверь при приложении сравнительно небольшого внешнего усилия, из-за чего в некоторые подъезды регулярно заходят непрошенные гости. Замок легко вывести из строя, подложив инородный предмет между магнитом и ответной пластиной. Проконтролировать плотное притяжение двери могут замки, оснащённые датчиком магнитного потока[13].
- Электронный замок
- Умный замок
- Биометрический замок по отпечаткам пальцев.
- Доводчик — Сам доводчик не является составной частью домофонов, но зачастую, является составной частью домофонной системы. Доводчик крепится к стене и двери, автоматически закрывает дверь после того, как кто-либо зайдёт или выйдет из подъезда.

## Основные способы открыть дверь через домофон (не вандально)
- Ключ. Замок открывается ключом, который подносится к считывающему устройству. Ряд должностных лиц обладает универсальным ключом от домофона (например сотрудники полиции и МЧС, скорой медицинской помощи, аварийной службы газовой сети, почтальоны).[14]
- Из квартиры. Дверь открывают с помощью специальной кнопки на абонентском устройстве пользователя после вызова квартиры.
- Код. Замок открывается набором кода на вызывной панели домофона. Ввиду того, что любой код рано или поздно становится достоянием «нежелательных гостей», эта функция противоречит цели установки домофона, как средства ограничения доступа, и может быть отключена или код может постоянно меняться. Коды подразделяются на:
  1. Общеподъездные — все жильцы подъезда пользуются одним и тем же кодом.
  2. Поквартирные — каждый из жильцов набирает номер своей квартиры, затем нажимает кнопку «Ключ», а потом вводит код, соответствующий номеру квартиры. Опционально в квартире при срабатывании кода может быть подан предупредительный сигнал о том, что внизу кто-то вошёл в подъезд, используя код данной квартиры (в видеодомофоне дополнительно может быть передано изображение входящего).
  3. Служебные — выдаются почтальонам, сотрудникам коммунальных служб, а также правоохранительных органов для свободного входа в подъезд или несколько подъездов. В системе с поквартирными кодами в качестве служебного может быть использован номер несуществующей квартиры, например, 000 или 999.

Существуют домофоны с биометрическим доступом: с распознаванием лиц, по отпечаткам пальцев, радужине глаза, распознаванию голоса.
Открытие двери с помощью чипа, QR-кода и др.

## Бизнес по ремонту и обслуживанию домофонов
«Домофонный бизнес» — деятельность фирм в России и странах СНГ, устанавливающих домофоны и укреплённые двери на входе в подъезд, а также обслуживающих домофоны — зачастую вызывает нарекания части жильцов. В частности, высказываются мнения о недопустимости сбора денег на установку домофона без проведения общего собрания и утверждения решения большинством голосов, вместо чего жильцов зачастую ставят «перед фактом», оправдывая это сложностями с получением согласия большинства жильцов.
Нарекания и сомнения в законности действий фирм-установщиков домофонов возникают также в случаях, когда за установку домофона агитирует (иногда с признаками мошенничества) один из жильцов дома, который и заключает с фирмой договор от лица жильцов, без доверенности от их имени на право заключения подобного договора. Против принуждения к оплате услуг по установке и обслуживанию домофона выступают жильцы, не дававшие согласия на установку, и отстаивающие своё право отказаться от не заказанных ими услуг.
Также непонимание вызывает необходимость дополнительной ежемесячной оплаты обслуживания устройства, которое жильцы приобрели и установили за свой счёт. Такой необходимости нет, однако ряд жильцов находит предлагаемую схему абонентского обслуживания домофона удобной, поскольку она призвана гарантировать оперативное устранение неисправностей и техническое обслуживание устройства и избавляет от необходимости оплаты каждого вызова мастера.
Критика действий фирм, устанавливающих домофоны, основана также на предположении о несоразмерности взимаемой ими с жильцов в рамках «договора о техобслуживании» ежемесячной абонентской платы объёму оказываемых услуг по обслуживанию устройства. Так, объём ежегодной платы за обслуживание домофона в России с одной квартиры составляет порядка 300—700 рублей, что при расчёте на 100-квартирный дом приносит фирме около 50 тысяч рублей годовой выручки. При этом не следует забывать, что компании, обслуживающие домофоны, содержат штат ремонтников и ремонтируют (или заменяют) неремонтопригодное домофонное оборудование за свой счёт при вандализме или плановой замене. Высказывается мнение, что деятельность по обслуживанию домофонов держится на пороге здоровой рентабельности в 10-15 %.
Распространенным случаем является включение платы за обслуживание домофонов в платежные документы на оплату жилищно-коммунальных услуг. Осуществляют это на возмездной основе расчетные центры, которым дает соответствующее поручение либо управляющая организация (или ТСЖ), заключившая договор обслуживания с домофонной организацией, либо напрямую домофонная организация, заключившая договор обслуживания с жильцами. При этом очень часто законные основания для получения платы с жильцов попросту отсутствуют.
Важным моментом при установке домофона является принадлежность устанавливаемого оборудования (кроме внутриквартирных абонентских устройств, которые практически всегда переходят в собственность жильцов) жильцам или фирме-установщику домофона, что определяется условиями заключаемого договора установки. Оборудование, находящееся в собственности обслуживающей организации, последняя вправе демонтировать при прекращении обслуживания.
Лишать жильца возможности доступа в подъезд и квартиру, если жилец не захотел платить за установку домофона и не желает пользоваться трубкой, незаконно. Как правило, эти ситуации решаются путём бесплатной выдачи таким жильцам ключей или кодов доступа. Опытные фирмы, устанавливающие домофоны, включают стоимость ключей для отказавшихся от установки жильцов в общую смету. Однако, если отказывающихся от оплаты жильцов достаточно много, это может привести к прекращению обслуживания домофона и возможному демонтажу оборудования, находящегося в собственности домофонной организации.
В США рынок домофонов в 2017 году оценивался в более чем 3 млрд. долларов США.